# Lendershausen
Lendershausen ist ein Gemeindeteil der Stadt Hofheim in Unterfranken im Landkreis Haßberge in Bayern.

## Geographische Lage
Das südwestlich von Hofheim gelegene Pfarrdorf ist schon fast mit der Stadt zusammengewachsen. Im Westen fließt die Nassach vorbei, ein Zufluss des Mains.

## Geschichte
Lendershausen wurde 1244 erstmals urkundlich erwähnt. Gemäß einem Staatsvertrag zwischen dem Großherzogtum Würzburg und dem Herzogtum Sachsen-Hildburghausen wurde Lendershausen, das zuvor zum sächsischen Amt Königsberg gehört hatte, 1807 an Würzburg abgetreten.
Von 1808 bis 1855 wurde die Pfarrkirche St. Laurentius erbaut, mit einer Orgel, deren Pfeifengehäuse von Balthasar Neumann stammt (Nachlass aus dem Kloster Münsterschwarzach).
Am 1. Januar 1978 wurde Lendershausen im Zuge der Gebietsreform in Bayern in die Stadt Hofheim eingegliedert.

## Kultur
Brauch auf dem Spielberg in Lendershausen ist der Festtag am 1. Mai. Hier wird, mit reger Beteiligung, das „Spielbergfest“ gefeiert. 
Weiterhin finden auf dem Vereinsgelände im Oktober die Kirchweihfeierlichkeiten statt. In einer gewissen Unregelmäßigkeit wird ein Feuer zur Wintersonnenwende angezündet. Diese Feierlichkeit wird vom ortsansässigen Posaunenchor musikalisch umrahmt.

## Vereine
- In Lendershausen gibt es einen Sportverein, den TSV Lendershausen, mit etwa 400 Mitgliedern.[5] Er wurde 1861 gegründet und gliedert sich in die Abteilungen: Fußball, Korbball, Tennis und ChiKung/Aroha.
- Die Freiwillige Feuerwehr Lendershausen sorgt für den abwehrenden Brandschutz und die allgemeine Hilfe.[6]
- Die evangelische Landjugend[7]

## Wirtschaft
Lendershausen ist bekannt durch seine Käseproduktion; die Silberdistel-Milchwerke wurden 1928 gegründet und 2003 von der Milchwerke Oberfranken Meeder übernommen.